# Seznam archeologů
Kritériem pro uvedení archeologa v seznamu je jeho významnost podle hledisek Wikipedie.

## A
- Karel Absolon
- František Adámek
- Karel Adámek
- Karel Václav Adámek
- Alois Adamus
- Georgius Agricola
- Cyril Ambros
- Josef Anders
- Ferdinand von Andrian-Werburg
- Heinrich Anton Franz Ankert
- Johann Hyacinth Arnold
- Gisela Asmusová
- Mick Aston
- Richard Atkinson
- Jan Axamit

## B
- Churchill Babington
- Paul Bahn
- Gabriel Barkay
- Andrea Bartošková
- Dara Baštová
- Jaroslav Bašta
- Jozef Bátora
- Ludvík Belcredi
- Antonín Beneš
- Eduard Beninger
- Magdaléna Beranová
- Gerhard Bersu
- Darina Bialeková
- Karel Josef Biener rytíř z Bienenberka
- Lewis Binford
- Josef Bláha
- Radek Bláha
- Ivana Boháčová
- Ivan Borkovský
- Jan Bouzek
- Dragan Božič
- Milena Bravermanová
- Peter Brown
- Vladimír Brych
- Jiří Břeň
- Gertrúda Březinová
- Helena Březinová
- Peter Budinský
- Vojtech Budinský-Krička
- Karel Buchtela
- Miroslav Buchvaldek
- Jozef Bujna
- Michal Bureš
- Karl Butzer

## C
- Howard Carter
- Dana Cejnková
- Vere Gordon Childe
- Grahame Clark
- David Clarke
- O.G.S. Crawford
- Barry Cunliffe
- James Curle
- Tomasz Cymbalak
- Barbara Czerska

## Č
- Kliment Čermák
- Eva Černá
- Ervín Černý
- Karel Černohorský
- Inocenc Ladislav Červinka
- Jarmila Čiháková
- Ivan Čižmář
- Miloš Čižmář
- Zdeněk Čižmář
- Hana Čižmářová
- Jana Čižmářová
- Václav Čtrnáct
- Eva Čujanová-Jílková
- Věra Čulíková

## D
- Glyn Daniel
- Alžběta Danielisová
- James Deetz
- Wolfgang Dehn
- Miroslav Dobeš
- Vít Dohnal
- Ludvík Domečka
- Jiří Doležel
- Bořivoj Dostál
- Zdeněk Dragoun
- Petr Drda
- Dagmar Dreslerová
- Eduard Droberjar
- Bedřich Dubský
- Marie Dufková
- Tomáš Durdík
- František Dvořák
- Petr Dvořák

## E
- Petra Effenberková
- Jan Eisner
- Wolfgang Ender
- Pavla Enderová
- Michal Ernée
- Sir Arthur Evans

## F
- František Faktor
- František Fiala
- Jan Filip
- Israel Finkelstein
- Giuseppe Fiorelli
- Kent Flannery
- Pavel Fojtík
- Alexander Fol
- Alfred A. Foucher
- Cyril Fox
- František Xaver Franc
- Hans Freising
- Jan Fridrich
- Marie Fridrichová
- Jan Frolík
- Jiří Fröhlich
- Drahomíra Frolíková
- František Frýda
- Václav Furmánek

## G
- Luděk Galuška
- Percy Gardner
- Dorothy Garrod
- Rupert Gebhard
- Pere Bosch-Gimpera
- Anton Gnirs
- Martin Gojda
- Antonín Gottwald
- William Greenwell
- Gustaf VI. Adolf
- Mitja Guštin
- Karel Guth
- Šmarja Gutman

## H
- Ladislav Hájek
- Lukáš Hanzl
- Phil Harding
- Josef Havel
- Jiří Havlice
- Jan Havrda
- Christopher Hawkes
- Zdeněk Hazlbauer
- Antonín Hejna
- Miloš Hlava
- Richard Colt Hoare
- Petr Holodňák
- Marcel Homet
- Jiří Hrala
- Jitka Hralová
- Ladislav Hrdlička
- Bedřich Hrozný
- Petr Hrubý
- Vilém Hrubý
- Karl Hucke
- Václav Huml (archeolog, 1927–1988)
- Václav Huml (historik, 1940–1998)

## Ch
- Petr Charvát
- Miroslav Chleborád
- Ondřej Chvojka
- Helena Chybová

## I
- Glynn Isaac

## J
- Gerhard Jacobi
- Jigael Jadin
- Vratislav Janák
- Eva Janská-Šádová
- Libuše Jansová
- Štefan Janšák
- Tomáš Ježek
- Josef Antonín Jíra
- Luboš Jiráň
- Jaroslav Jiřík
- Lumír Jisl
- Donald Johansen
- Jiří Juchelka
- Karl Jüttner

## K
- Jiří Kalferst
- František Kalousek
- Karel Kašák
- Eliška Kazdová
- Kathleen Kenyon
- Zdeněk Klanica
- Jan Klápště
- Bohuslav Klíma (1950)
- Bohuslav Klíma (1925)
- Jiří Klsák
- Jan Knies
- Antonín Knor
- Jiří Kohoutek
- Emil Kolibabe
- Títus Kolník
- Eva Kolníková
- Balázs Komoróczy
- Gustav Kossinna
- Jiří Košta
- Pavel Koštuřík
- František Kostrouch
- Jerzy Kostrzewski
- Florian Koudelka
- Pavel Kouřil
- Drahomír Koutecký
- Jan Kovářík
- Ludmila Kraskovská
- Václav Krolmus
- Zdenka Krumphanzlová
- Václav Kruta
- Ivan Krutina
- Martin Kříž
- Martin Kuča
- Martin Kuna
- Petr Kubín
- Jaroslav Kudrnáč
- Olga Kytlicová

## L
- Jana Langová
- Louis Leakey
- Mary Leakey
- Richard Leakey
- Carenza Lewis
- Milan Lička
- František Lipka
- Zdeněk Lochman
- Irena Loskotová
- Zuzana Loskotová
- John Lubbock
- Karel Ludikovský
- Michal Lutovský
- Jana Langová

## M
- Robert Macalister
- Jiří Macháček
- Josef Maličký
- Max Mallowan
- Alexander Makowsky
- Tomáš Mangel
- John Manley
- John Hubert Marshall
- Jan Mařík
- Jana Maříková-Kubková
- Norbert Mašek
- Karel Jaroslav Maška
- Charles McBurney
- Jiří Meduna
- Anna Medunová
- Vincent Megaw
- Zdeňka Měchurová
- Ferdinand Meier
- Paul Mellars
- Jiří Merta
- David Merta
- Zdeněk Měřínský
- Jan Michálek
- Pavel Michna
- Milan Metlička
- Blanka Mikulková
- Jiří Militký
- Ellis Minns
- Elena Miroššayová
- Theodor Mommsen
- Oscar Montelius
- Gabriel de Mortillet
- Michale John Morwood
- Karla Motyková
- Václav Moucha
- Jiří Musil
- Felix Müller
- Herrmann Müller-Karpe

## N
- Ehud Necer
- Bořivoj Nechvátal
- Vladimír Nekuda
- Jindra Nekvasil
- Petr Neruda
- Zdeňka Nerudová
- Jiří Neustupný
- Evžen Neustupný
- Lubor Niederle
- Karel Nováček
- Boris Novotný

## O
- Kenneth Oakley
- Martin Oliva
- Helena Olmerová
- Pavel Onderka
- Jaromír Ondráček
- Vladimír Ondruš
- Iva Ondřejová

## P
- Jaroslav Palliardi
- Pavel Pavel
- Jan Pavelčík
- Jiří Pavelčík
- Irena Pavlů
- Ivan Pavlů
- Radko Martin Pernička
- Jaroslav Peška
- Marek Peška
- Radek Peška
- Ivan Peškař
- William Flinders Petrie
- Josef Ladislav Píč
- Karol Pieta
- Augustus Lane-Fox Pitt-Rivers
- Radomír Pleiner
- Ivana Pleinerová
- Vladimír Podborský
- Jaroslav Podliska
- Lumír Poláček
- Timothy Potter
- Josef Poulík
- Milan Princ
- Helmut Preidel
- Naďa Profantová
- Alois Procházka
- Rudolf Procházka
- František Prošek

## R
- Ján Rajtár
- Ivo Rakovský
- Jan Rataj
- Priska Ratimorská
- Peter C. Ramsl
- Květa Reichertová
- Nikola Reiman
- Paul Reinecke
- Augustus Pitt Rivers
- George Pitt Rivers
- Colin Renfrew
- Julian Richards
- Miroslav Richter
- Julie Richterová
- František Petera Rohoznický
- Jan Rulf
- Alfred Rust
- Alexander Ruttkay
- Matej Ruttkay
- Alena Rybová
- Čeněk Ryzner
- Anton Rzehak
- Jiří Říhovský

## S
- Fuad Safar
- Vladimír Sakař
- Antonín Salač
- Vladimír Salač
- Milan Salaš
- Pavel Sankot
- Hedvika Sedláčková
- Michael Shanks
- Haakon Shetelig
- Karl Schirmeisen
- Heinrich Schliemann
- Josef Schránil
- Gottlieb Schumacher
- Susanne Sievers
- Jiří Sigl
- Karel Sklenář
- Zuzana Sklenářová
- Ludvík Skružný
- Josef Skutil
- Jiří Sláma
- Vladimír Slunečko
- Zdeněk Smetánka
- Josef Smolík
- Zdeněk Smrž
- Karel Snětina
- Petr Sommer
- Eva Soudská
- Bohumil Soudský
- Věra Souchopová
- Ladislav Stančo
- Čeněk Staňa
- Albín Stocký
- Milan Stloukal, antropolog
- Werner Ernst Stöckli
- Stanislav Stuchlík
- Jana Stuchlíková
- Eleazar Sukenik
- Bedřich Svoboda
- Jiří Svoboda
- Milan Sýkora
- Miklós Szabó

## Š
- Lubomír Šebela
- Pavel Šebesta
- Vlasta Šikulová
- Emanuel Šimek
- Marie Šírová
- Karel Škorpil
- Miroslav Šmíd
- Miloš Šolle
- Jaroslav Špaček
- Ladislav Špaček
- Bedřich Štauber

## T
- Jan Tajer
- Jaroslav Tejral
- Richard Thér
- J. Eric S. Thompson
- Christian Jürgensen Thomsen
- Karel Tihelka
- Radomír Tichý
- Rudolf Tichý
- Chris Tilley
- Marika Tisucká
- Anton Točík
- Kateřina Tomková
- Mořic Trapp
- Michal Tryml
- Jan Turek
- Rudolf Turek
- Juraj Thoma

## U
- Josef Unger
- Herrmann Otto Urban

## V
- Jarmila Valentová
- Jiří Valkony
- Karel Valoch
- Pavel Vařeka
- Filip Velímský
- Tomáš Velímský
- Václav Krolmus
- Slavomil Vencl
- Natalie Venclová
- František Vildomec
- Jozef Vladár
- Jan Erazim Vocel
- Vít Vokolek

## W
- Jiří Waldhauser
- Michaela Wallisová
- Jindřich Wankel
- Charles Warren
- Mortimer Wheeler
- Jan Nepomuk Woldřich
- Reinhard Wolters
- Leonard Woolley

## Z
- Lev Zachar
- Marie Zápotocká
- Milan Zápotocký
- Jiří Zeman
- Ezra Zubrow

## Ž
- Jaromír Žegklitz